# Zvonimir Kožulj
Zvonimir Kožulj (Ljubuški, 15. studenog 1993.) bosanskohercegovački je nogometaš i reprezentativac. Trenutačno igra za Široki Brijeg.

## Karijera
Od sedme godine boravio je u omladinskoj školi mostarskog Zrinjskog. Sa sedamnaest godina prelazi u NK Široki Brijeg. U prvom dijelu sezone 2013./14. je bio na posudbi u Vitezu, a u drugom dijelu u Branitelju iz Mostara. Po povratku s posudbi postaje standardni prvotimac Širokog Brijega te u dvije naredne sezone odigrava 48 ligaških utakmica uz 11 postignutih pogodaka. U ljeto 2016. godine prelazi u splitski Hajduk. U ligaškom debiju za Hajduk postiže i svoj prvi pogodak, 17. srpnja 2016. protiv Cibalije u Vinkovcima (0:2).
U svibnju 2015. debitirao je za bosanskohercegovačku reprezentaciju do 19 godina za koju je upisao četiri nastupa, jedan nastup upisao je i za reprezentaciju do 21 godine.  Za A reprezentaciju BiH debitirao je 7. lipnja 2016. na Kirin kupu protiv Japana.

## Vanjske poveznice
- Profil na transfermarkt.de (njem.)